# Bone Tomahawk
Bone Tomahawk – amerykański film fabularny z 2015 roku, reżyserski debiut S. Craiga Zahlera. W głównych rolach zagrali Kurt Russell, Patrick Wilson i Matthew Fox.
Film był emitowany w sieci kin Helios w ramach Nocnych Maratonów Strachu, pod tytułem Cmentarzysko ludożerców.

## Fabuła
Życie spokojnego miasteczka Bright Hope na Dzikim Zachodzie zostaje zakłócone, kiedy miejscowa lekarka i zastępca szeryfa zostają uprowadzeni przez mieszkające w pobliskich górach plemię jaskiniowców-kanibali. Szeryf Franklin Hunt wraz z kilkoma mężczyznami z miasteczka wyruszają w niebezpieczną podróż na ratunek porwanym.

## Obsada
- Kurt Russell jako szeryf Franklin Hunt
- Patrick Wilson jako Arthur O’Dwyer
- Matthew Fox jako John Brooder
- Richard Jenkins jako zastępca Chicory
- Lili Simmons jako Samantha „Sam” O’Dwyer
- Evan Jonigkeit jako zastępca Nick
- David Arquette jako Purvis
- Kathryn Morris jako Lorna Hunt
- Sid Haig jako Buddy
- Sean Young jako pani Porter
- Fred Melamed jako Clarence
- Maestro Harrell jako Gizzard
- Jamison Newlander jako burmistrz
- James Tolkan jako pianista
- Jeremy Tardy jako stajenny Buford
- Michael Paré jako pan Wallington
- Zahn McClarnon jako profesor
- Michael Emery jako bandyta[5]

### Kanibale
- Raw Leiba jako Wilcza Czaszka
- Geno Segers jako Kły Dzika
- Eddie Spears jako Ząbkowany Tomahawk
- Alex Meraz jako Orłoczaszki
- Jay Tavare jako Ostrozęby[6]